# Albrecht von Braunschweig-Wolfenbüttel

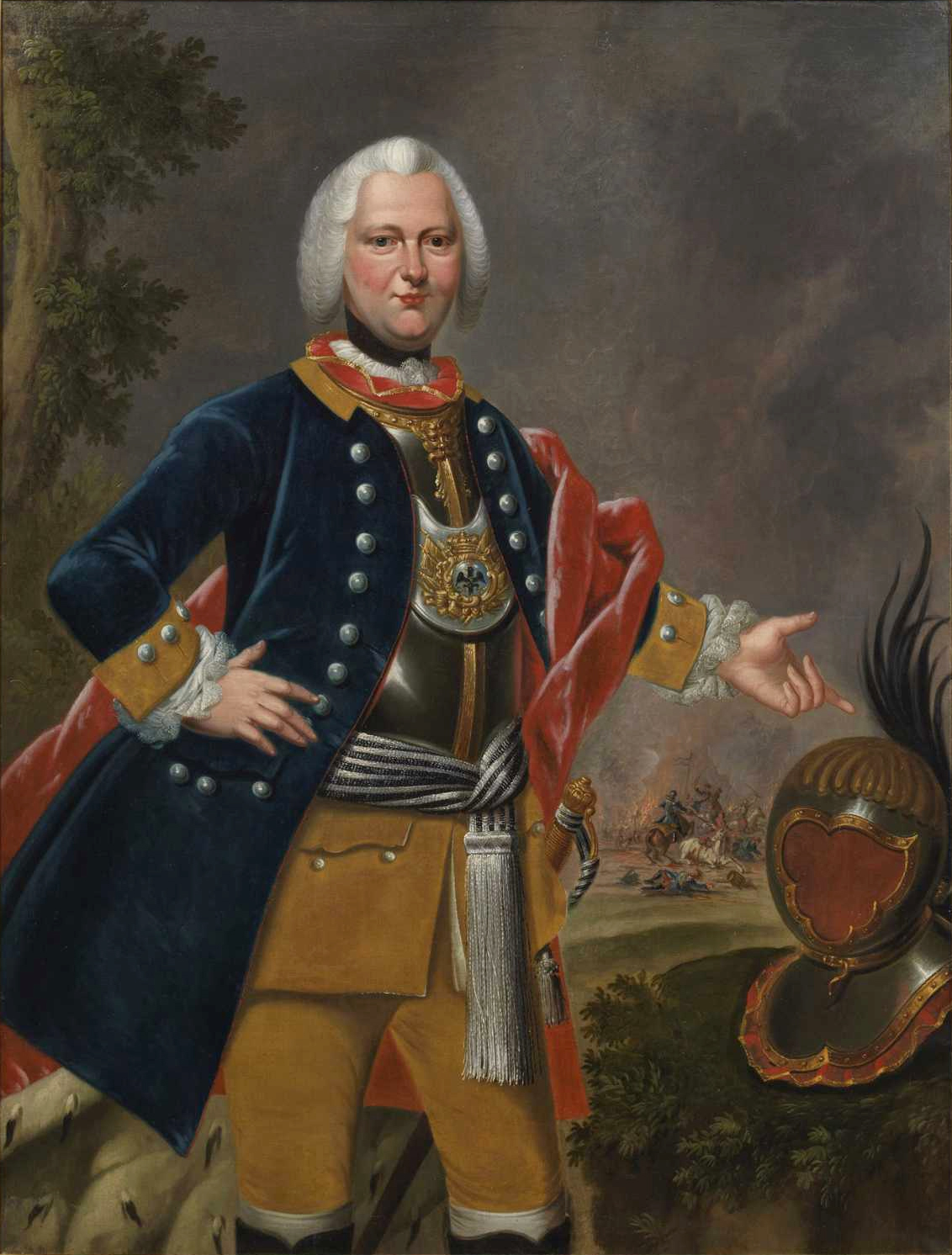
Albrecht von Braunschweig-Wolfenbüttel

Albrecht von Braunschweig-Wolfenbüttel (* 4. Mai 1725 in Braunschweig; † 30. September 1745 bei Soor) war ein preußischer Generalmajor.

## Leben
Er war der Sohn von Ferdinand Albrecht II. und dessen Frau Antoinette Amalie (1696–1762).
1738 wurde er Hauptmann im Grenadier-Regiment seines Bruders Ferdinand, mit dem er im gleichen Jahr gegen die Türken kämpfte. Im Oktober 1743 wurde er Kapitän in der königlichen dänischen Leibgarde zu Pferde. 1744 erhielt er die Erlaubnis seiner Eltern, sich als Freiwilliger dem englischen General George Wade in den Niederlanden anzuschließen. Dort wurde er Oberstleutnant. 1745 trat er aus dem dänischen Dienst aus, um sich der preußischen Armee anzuschließen. Hier übernahm er als Generalmajor das Infanterie-Regiment Nr. 39, das zuvor seinem Bruder gehörte, und kämpfte mit ihm in der Schlacht bei Hohenfriedberg. Er fiel am 30. September in der Schlacht bei Soor. Nachfolger als Kommandeur des Regiments wurde sein Bruder Friedrich Franz.
Sein Bruder Karl I. ließ die Leiche in den Braunschweiger Dom bringen. Dort wurde er am 19. Oktober 1745 in der Familiengruft bestattet.